# Artlenburg
Artlenburg település Németországban, azon belül Alsó-Szászország tartományban. Lakosainak száma 1816 fő (2023. december 31.).

## Népesség
A település népességének változása:
| Lakosok száma | 1644 | 1650 | 1674 | 1782 | 1767 | 1816 |
|               | 2016 | 2017 | 2019 | 2021 | 2022 | 2023 |